# Carl Bengtström
Carl Bengtström (né le 13 janvier 2000) est un athlète suédois, spécialiste du 400 mètres et du 400 mètres haies.

## Biographie
En 2019, il est sacré champion d'Europe junior du 400 m haies à l'occasion des Championnats d'Europe juniors de Borås, en Suède. Il termine au pied du podium du 400 m lors des Championnats d'Europe en salle 2021. 
En 2024, Bengtström obtient la médaille de bronze aux championnats d'Europe de Rome, derrière le Norvégien Karsten Warholm et l'Italien Alessandro Sibilio. En 47 s 94 il bat le record de Suède, que détenait Sven Nylander depuis 1996.

## Palmarès
| Date | Compétition                    | Lieu     | Résultat | Épreuve     | Marque  |
| ---- | ------------------------------ | -------- | -------- | ----------- | ------- |
| 2019 | Championnats d'Europe juniors  | Borås    | 1er      | 400 m haies | 50 s 32 |
| 2021 | Championnats d'Europe en salle | Toruń    | 4e       | 400 m       | 46 s 42 |
| 2022 | Championnats du monde en salle | Belgrade | 3e       | 400 m       | 45 s 33 |
| 2023 | Championnats d'Europe en salle | Istanbul | 3e       | 400 m       | 45 s 77 |
| 2024 | Championnats d'Europe          | Rome     | 3e       | 400 m haies | 47 s 94 |

## Records
| Épreuve           | Résultat     | Lieu      | Date         |
| ----------------- | ------------ | --------- | ------------ |
| 400 m (plein air) | 45 s 74      | Uddevalla | 29 juin 2024 |
| 400 m (salle)     | 45 s 33 (NR) | Belgrade  | 19 mars 2022 |
| 400 m haies       | 47 s 94 (NR) | Rome      | 11 juin 2024 |